# Ceratophysella mosquensis
Ceratophysella mosquensis is een springstaartensoort uit de familie van de Hypogastruridae. De wetenschappelijke naam van de soort is voor het eerst geldig gepubliceerd in 1905 door Becker.